# Nguyễn Chấn Chi
Nguyễn Chấn Chi là thiêm đô ngự sử thời Lê sơ, đỗ hoàng giáp năm 1518.

## Thân thế
Nguyễn Chấn Chi là người Thổ Hoàng, huyện Thiên Thi (Hưng Yên).

## Sự nghiệp
Ông đậu hoàng giáp khoa Mậu Dần năm Quang Thiệu thứ 3 (1518). Ông làm quan đến chức thiêm đô ngự sử. Khi nhà Mạc giành ngôi nhà Lê sơ, ông không chịu theo Mạc.

## Nhận định
Trong Lịch triều hiến chương loại chí, ở "Nhân vật chí", Phan Huy Chú có viết một mục về ông tại phần "Bề tôi tiết nghĩa".